# Ovelha Negra (telenovela)
Ovelha Negra é uma telenovela brasileira produzida pela Rede Tupi e levada ao ar entre 2 de junho e 30 de setembro de 1975, substituindo a novela Ídolo de Pano e sendo substituída por A Viagem, às 20 horas. Escrita por Walther Negrão e Chico de Assis e dirigida por Edson Braga e Atílio Riccó.
Dos 100 capítulos originalmente exibidos, apenas 6 foram preservados, estando sob a guarda da Cinemateca Brasileira.

## Sinopse
Júlio Monteiro é a "ovelha negra" da cidade e ambiciona liderar a estância termal, mas por causa das suas brincadeiras de mau gosto e por saber demais sobre a vida dos moradores da cidade, atrai a ira de todos e é expulso. 
Perto dali, Júlio inicia a construção de um povoado em terras inóspitas. Ele chega a conclusão que será difícil fazer alguma coisa pois o terreno é pedregoso. Para ter prestígio, cria uma mentira de que nas suas terras tem uma nascente de águas milagrosas.  Começa, então a explorar o místico, que lhe dará chance de construir uma nova cidade. 
O Jovem vai lutar para provar a todos que a sociedade é pior que ele e tentará conquistar o amor de Laura, vai disputá-la com o viúvo Cirilo, dono de um hotel termal.

## Elenco[4]
| Ator/Atriz              | Personagem                    |
| ----------------------- | ----------------------------- |
| Rolando Boldrin         | Júlio Monteiro                |
| Cleyde Yáconis          | Laura                         |
| Laura Cardoso           | Donana                        |
| Lia de Aguiar           | Dona Cecília                  |
| Joana Fomm              | Marina                        |
| Léa Camargo             | Mafalda                       |
| Kate Hansen             | Suzana                        |
| Geórgia Gomide          | Sofia                         |
| Wanda Stephânia         | Glorinha                      |
| Wilma de Aguiar         | Luzia                         |
| Leonor Lambertini       | Ema                           |
| Carminha Brandão        | Isabel                        |
| Jonas Bloch             | Tiago                         |
| Serafim Gonzalez        | Cirilo                        |
| Edney Giovenazzi        | Padre Jonas                   |
| Ivan Mesquita           | Modesto                       |
| Abrahão Farc            | Vital                         |
| Carlos Augusto Strazzer | Alberto                       |
| Adoniran Barbosa        | Tio Quim                      |
| Mário Benvenutti        | Gabriel                       |
| Ewerton de Castro       | Bentinho                      |
| Francisco di Franco     | Chapéu                        |
| Antônio Pitanga         | Dito Preto                    |
| João José Pompeo        | Donato                        |
| Sílvia Leblon           | Dalva                         |
| Elisa d'Agostino        | Tiana                         |
| Rachel Araújo           | Terezinha                     |
| Judi Teixeira           | Maria                         |
| Eduardo Abbas           |                               |
| Haroldo Botta           | Zacarias                      |
| Paco Sanches            | Genésio                       |
| Cuberos Neto            | Tadeu                         |
| Geraldo Cunha           | Roque                         |
| Vera Manhães            | Lavínia                       |
| Marco Antônio Donizetti | Chupim                        |
| Régis Monteiro          |                               |
| Dimitri Orrico          | Chiquinho                     |
| Edgard Franco           | Samuel                        |
| Dante Rui               | Mateus                        |
| Sílvio Rocha            | Cassiano                      |
| Adriano Reys            | Vítor                         |
| Paulo Padilha           | Dr. Freitas                   |
| Maria Vasco             | Beatriz                       |
| Oswaldo Campozana       | Benito Bruno Bertolini (Gogó) |
| Wálter Marins           | Precioso                      |
| Arnaldo Weiss           |                               |
| Aparecida de Castro     |                               |
| Muíbo César Cury        |                               |

## Trilha sonora
- "O Trenzinho do Caipira" - Orquestra Renato de Oliveira
- "Palavrão" - Rolando Boldrin
- "Amo-te Muito" - Daisy de Souza
- "Casinha" - Sílvio Brito
- "Beco dos Baleiros (Papéis de Chocolate)" - Fagner
- "Mourão da Porteira" - Ângelo Antônio
- "Dez Bilhões de Neurônios" - Paulinho Nogueira
- "Abismo de Rosas" - Radamés Gnattali
- "Atitude" - Rolando Boldrin
- "Menestrel" - Ângelo Antônio
- "Vida Mansa" - Marcelo Costa

Sonoplastia: Laurindo Salvador
Coordenação de repertório e produção: Alberto Ferreira
Assistente musical: Cayon Gadia